# 新善光寺 (札幌市)
北縁山 廣度院新善光寺（ほくえんざん こうどいん しんぜんこうじ）は北海道札幌市中央区南6条西1丁目にある浄土宗の寺院。山号は北縁山（ほくえんざん）、院号は増上寺と同じ廣度院（こうどいん）。
『札幌市史』や『日本歴史地名大系』によれば、札幌の「五大寺院」の一つであるという。また、北海道における浄土宗の「中心的寺院」、「開教の代表的寺院」であるともされる。

## 歴史
1882年（明治15年）、大谷玄超が浄土宗鎮西派の大本山である三緣山 廣度院 增上寺の特命開教師として北海道を巡教した折、札幌に寺を創立することを計画し、1884年（明治17年）、南6条西3丁目の薄野遊郭内に「新善光寺」の公称の許可を得て開山。その後、1901年（明治34年）に現在地南6条西1丁目に移転する。この際、「豊平館」で知られる料理人の原田伝弥も寺院の創設に協力している。
1886年（明治19年）檀家の助力により大谷玄超は寺の裏手にある藻岩山に、山頂までの参道を整え、石像を揃えて、1888年（明治21年）に盛大な山開きをおこなった。この参道は、現在も登山道として使用されている。1901年（明治34年）、二代目住職の林玄松は、西国三十三カ所観音霊場を模倣して、藻岩山に三十三体の観音像を配置して霊場として整備した。当初は仏像の準備が間に合わず、観音像が描かれた掛け軸を木の枝にぶら下げてあり、それを拝みながら山を登るスタイルであったが、僧らが準備できた観音像を1体ずつリュックに入れて山まで担ぎ上げて順次整備を進めた。山頂には観音像を祭った1坪の石堂も建てられた。
また、境内にあった太子堂は、札幌の職人たちに広く信仰された。
1946年（昭和21年）に建物が焼失したが、1964年（昭和39年）に五代目住職の太田隆賢によって本堂が再建された。1976年（昭和51年）時点で養老院（後述）や附属病院、幼稚園なども経営していた。
2019年現在（令和元年）において、関連法人として、新善光寺学園しろいし幼稚園、社会福祉法人札幌慈啓会、清璋寺、東京別院霊源寺がある。

## 阿弥陀如来坐像
光明の間に安置されている阿弥陀如来坐像は1964年(昭和39年)に京都・浄国寺から遷された仏像で当初は鎌倉時代の作と伝えられていたが、昭和53年に仏像研究家で函館博物館の森川不覚が訪れた際に、仏像の特徴から調査した結果、平安時代後期の作と断定した。当時は重要文化財申請も考えられたとされるが、管理等の考慮から見合わせられた。
平成4年に、武蔵野美術大学の田辺三郎助に鑑定を依頼し、新善光寺に於いて鑑定作業が行われ、平安時代後期の作との結果が得られた。

## 奥の院
1973年（昭和48年)、上記の藻岩山山頂の石堂は移設されて六角堂として拡充された。さらに1992年、第108回目の藻岩山山開き大祭を記念して本格的な木造建築物として落慶された。藻岩観音奥の院と呼ばれるが、正式な名称は浄土宗観音寺藻岩観音奥之院。石堂だった時代に祭られていた観音像は、2016年現在では奥の院の建物の傍で「水かけ観音」となっている。

## 札幌養老院
新善光寺は、1925年（大正14年)、札幌市伏見町に養老院を設置しており、これは「札幌養老院」という名称だった。初代理事長は、当時の住職の林玄松が務めている。1947年（昭和22年)には、養老院に入居者に病人が多かったことから、「札幌養老院附属病院」も設置した。
1968年（昭和43年）9月1日、北海道に行幸啓した昭和天皇、香淳皇后による慰問があった。
1969年(昭和44年)に「札幌養老院」から「社会福祉法人札幌慈啓会」と改称している。
社会福祉学者の杉本貴代栄によれば、この札幌養老院の設置により、新善光寺は「北海道における老人福祉施設のリーダー」となった。さらに新善光寺は札幌医科大学の協力の下、老人医学・老人社会学を研究するための「財団法人老年医学研究振興会」を設立するといった活動も行っている。

## 特記事項
- 毎年、藻岩山の山開き大祭前日（5月31日）の深夜に新善光寺の信者らが藻岩山に登り、大祭当日（6月1日）の御来光を見ながら奥の院を参拝するのが恒例となっている[7]。
- 2017年、同寺および真宗大谷派の東本願寺札幌別院、真言宗智山派の成田山札幌別院新栄寺の僧侶12人が集まり、本堂で僧侶によるファッションショー「かもテラBOZUコレクション」が開催された[5]。本堂に用意された赤絨毯の上で宗派ごとに異なった袈裟衣装が披露された他、あまり目にする機会がない僧侶が着る白い婚礼衣装も使用された[5]。

## 交通アクセス
- 札幌市営地下鉄東豊線豊水すすきの駅7番出口からすぐ
- 札幌市営地下鉄南北線すすきの駅から徒歩5分